# 卡伊方言
卡伊方言（kajkavica） 是克羅埃西亞語的方言之一，使用者大多是克羅埃西亞本部、戈爾斯基科塔爾、伊斯特里亞半島北部的克羅埃西亞人。卡伊方言是克羅埃西亞語的三大方言之一，但和克羅埃西亞的標準發音什托方言互通度並不高。和卡伊方言最接近的語言是斯洛維尼亞語，其次是查方言和什托方言。